# Атанас Щерев
Атанас Димитров Щерев e български лекар, професор, общественик и политик.

## Биографични данни
Атанас Щерев е роден в гр. Първомай на 3 април 1945 г. в семейство на лекари и учители. Израства в Стара Загора. Потомък е на български бежанци от с. Балъкьой и с. Голям Дервент, Беломорска Тракия, днешна Гърция.
Завършва висше медицинско образование в Медицински университет – София през 1969 г. През 1975 г. придобива специалност по акушерство и гинекология, а по-късно квалификация по репродуктивна медицина и асистирани репродуктивни технологии. В последващите години специализира в множество авторитетни международни клиники – Института по експериментална ендокринология и химия на хормоните, Москва, в Институт по стерилитет, Виена, Австрия при проф. Файтингер, в Университетска болница, Мюнстер, Германия при проф. Нишлаг, в UCSD, Сан Диего, САЩ в групата на проф. Самуел С. С. Йен и др.
Атанас Щерев е известен като „бащата на инвитрото“ в България. В изминалите почти три десетилетия от приложение на технологията в България той допринася изключително много за напредъка на българската репродуктивна медицина. Не бива да се пропуска и ролята му за развитието на модерното акушерство и гинекология в България. През своя над 45-годишен активен трудов стаж той е бил преподавател и личен учител на стотици лекари. Автор и съавтор е на редица учебници. Утвърдил се е като учен с многобройни участия на интернационални научни форуми и със стотици публикации в областта на репродуктивната ендокринология, акушерството и гинекологията в престижни български и международни издания. Известен е и като лекар, приложил за пръв път в лечебната практика в страната ни нови оперативни техники, гинекологични манипулации и терминологични нововъведения.
Създател на първата специализирана в лечението на безплодие акушеро-гинекологична болница в страната ни. Основател на Медицински комплекс „Д-р Щерев“ – едно от най-авторитетните лечебни заведения за женско и семейно здраве в България.
Атанас Щерев е бил народен представител в XXXVI, XXXIX и XL народно събрание, председател на Парламентарната комисия по здравеопазване (XXXIX НС) и заместник-председател на същата (XL НС). В своята политическа дейност защитава дясноцентристките принципи и ценности.

## Професионална дейност
Атанас Щерев е лекар с повече от 45-годишна практика в областта на акушерството и гинекологията. Богатият си опит трупа по време на работата си в различни болници и медицински институти в страната – в районните болници в Кюстендил и Перник, Институт по ендокринология, геронтология и гериатрия при Медицинска академия, София, II Градска болница, София. През 1987 става завеждащ Клиника по нови репродуктивни методи и детско-юношеска гинекология в Институт по акушерство и гинекология „Майчин дом“ – София. Там заедно със сътрудници въвежда за първи път в страната вагиналната сонография и използването на ултразвука в гинекологията.
През 1988 г. се раждат първите бебета, заченати след инвитро процедури в България. Този успех е дело на Атанас Щерев и ползотворната му съвместна работа с биолога проф. Илия Ватев и акушер-гинеколозите д-р Йосиф Димитров, д-р Валентин Лачев и д-р Владимир Янков. Приложението на инвитро методиката в България е белязано в началото с много трудности като отсъствие на практически опит, липса на специализирани консумативи, недостиг на качествено оборудване и апаратура и др. Благодарение на пионерското усърдие, находчивостта и упорития труд на проф. Щерев, в наши дни в България тя вече е наложена като успешна възможност за лечение на безплодие, съобразно най-високите европейски и световни стандарти.
В изминалите почти три десетилетия Атанас Щерев допринася изключително много за развитието на българската репродуктивна медицина. Достатъчно е да се спомене, че 80% от екипите, работещи модерните асистирани репродуктивни технологии в страната ни, са обучени лично от него, а останалите репродуктивни специалисти са подготвени от негови ученици. Най-красноречивото доказателство за полезността на труда и усилията на проф. Щерев и ръководения от него екип са над 5000-те хиляди бебета (към 2014 г.), създадени от тях чрез асистирани репродуктивни технологии. Благодарение на внедряването на инвитро методиките и дългогодишните му усилия по развитието на репродуктивната медицина в България, днес 5% от родените в България деца годишно са заченати с помощта на специалистите по асистирана репродукция. В ситуация на бушуваща демографска криза тази цифра показва големия обществен принос на пионерската му дейност.
В своята дългогодишна кариера Атанас Щерев нееднократно е бил награждаван от съсловни и пациентски организации за дейността си като лекар и за приноса му към съвременната медицина.

## Академична дейност и членства
От 1975 до 1985 г. е асистент по Репродуктивна ендокринология към Института по ендокринология, геронтология и гериатрия (НИЕГГ) при основателя на тази дисциплина в България проф. Стоян Докумов. В периода 1985 – 1987 е доцент по акушерство и гинекология и завеждащ секция по Физиология и патология на мъжка и женска гонада към НИЕГГ, а след 1987 г. е доцент към Института по акушерство и гинекология.
В академичните среди е уважавано и авторитетно име. Притежава образователната и научна степен доктор на тема „Хипоталамо-хипофизарни отношения при яйчникова хиперандрогения от нетуморен произход преди и след клиновидна резекция на яйчниците“ . Автор е на над 200 статии, публикации и участия в монографии по акушерство и гинекология, репродуктивна ендокринология, асистирана репродукция и здравен мениджмънт в български и международни научни издания. Участвал е с над 140 презентации на национални и международни конгреси и конференции.
 Членува в редица авторитетни професионални и научни организации:
 • Член и бивш заместник-председател на Българския лекарски съюз;
 • Член на Българското научно дружество по акушерство и гинекология и бивш зам. главен редактор на сп. Акушерство и гинекология;
 • Член и съосновател на Българска асоциация за ултразвук в медицината и зам. гл. редактор на нейното списание;
 • Член и съосновател на Българската асоциация по фетална медицина;
 • Член и бивш председател на Българската асоциация по стерилитет и репродуктивно здраве (БАСРЗ);
 • Член на Европейската асоциация по човешка репродукция и ембриология (ESHRE) и няколко години представител на България в нея;
 • Член на International Federation of Fertility Societies (IFFS);
 • Член на Американска асоциация по репродуктивна медицина.

## Политическа и обществена дейност
Атанас Щерев е познат в публичното пространство и със своята активна обществена дейност. На първо място трябва да се спомене неговата съществена роля при възстановяването след демократичните промени на Българския лекарски съюз, чийто бивш говорител и заместник-председател е.
Народен представител в XXXVI, избран от Съюза на демократичните сили (СДС), в XXXIX и в XL народно събрание е избиран от Национално движение „Симеон Втори“ (НДСВ). В XL народно събрание напуска парламентарната група на НДСВ и става независим депутат. По-късно е сред основателите на партия Българска нова демокрация (БНД). Бил е председател и зам.-председател на Комисията по здравеопазване, член на Комисията срещу корупцията и Комисията по европейските въпроси. В своята парламентарна дейност той се изявява като реформатор в сферата на българското здравеопазване с голям брой внесени законопроекти и предложения за изменения и допълнения на закони в сферите на общественото здраве, здравното осигуряване, правата на пациентите, съсловните организации в здравния сектор, публичните фондове в здравеопазването и редица други. В годините на активна обществено-политическа дейност проф. Щерев не изневерява на своите виждания за необходими промени в българската здравна и здравно-осигурителна системи, на разбиранията си за нужните социални и икономически реформи в страната ни и на силната си убеденост за продължаване на евроатлантическия път за развитие на България.
В допълнение към своите обществени ангажименти той продължава да е участник в публичната работа на тракийските дружества в България и ревностен защитник на каузата на тракийските бежанци.
Чрез работата на фондация „Д-р Димитър Щерев“, носеща името на неговия баща, проф. Щерев развива активна благотворителна дейност. Дългогодишна е неговата подкрепа и меценатство към хората на изкуството и науката, обикновените хора и семейства. Не остава назад безвъзмезната подкрепа на разнообразни медицински, културни, граждански, исторически, православни и чисто човешки каузи.
Атанас Щерев през януари 2015 г. с президентски указ е удостоен с орден „Стара планина“ – първа степен за заслугите му в областта на репродуктивната медицина и развитието на модерното акушерство и гинекология и за активната му обществена дейност, а през юни 2020 г. е награден с орден „Св. св. Кирил и Методий“ огърлие  